# Aartsbisdom Rennes
Het aartsbisdom Rennes (Latijn: Archdiocesis Rhedonensis, Frans: Archidiocèse de Rennes, Dol et Saint-Malo, Bretons: Arc'heskopti Roazhon, Dol ha Sant-Maloù) is een aartsbisdom van de Rooms-Katholieke Kerk in Frankrijk. Het beslaat het departement Ille-et-Vilaine en volgt de Latijnse traditie. Het aartsbisdom heeft 8 suffragane bisdommen: Angers, Laval, Le Mans, Luçon, Nantes, Quimper, Saint-Brieuc en Vannes.
In de middeleeuwen had de bisschop van Rennes het voorrecht de hertogen van Bretagne in zijn kathedraal te mogen kronen. Bij zijn eerste intocht in Rennes werd hij gedragen op de schouders van vier Bretoense baronnen.
Het Concordaat van 1802 herstelde het bisdom Rennes, dat sindsdien het oude bisdom Rennes omvatte (met uitzondering van 3 parochies die naar het bisdom Nantes gingen). Het grootste deel van het oude bisdom Dol; het grootste deel van het vroegere bisdom Saint-Malo en 10 parochies van het vroegere bisdom Vannes en Nantes kwamen eveneens bij het nieuwe bisdom.
In 1859 werd het bisdom Rennes verheven tot aartsbisdom, met de bisdommen Quimper, Vannes, Saint-Brieuc als suffragaanbisdommen. Kardinaal Place verkreeg van paus Leo XIII de toelating om de titels van Dol en Saint-Malo toe te voegen aan Rennes.
Traditioneel worden de Latijnse missionarissen en heiligen Maximinus, Clarus en Justus als de eerste apostelen van het latere bisdom Rennes gezien. Wanneer in de 5e en 6e eeuw groepen christelijke Britten vanuit Groot-Brittannië naar Armorica trokken en op de noordelijke kust het kleine koninkrijk Dumnonia stichtten, werd voor de eerste maal het evangelie verkondigd in het toekomstige bisdom Dol en het bisdom Aleth. Onder hen waren de missionarissen, de H. Armel, die volgens de legende in de 6de eeuw de stad Ploërmel stichtte in het bisdom Vannes en zich vervolgens terugtrok in de wouden van Châteaugiron en Janzé en het druïdisme aanviel op de plaats van de dolmen van La Roche-aux-Fées, en de heilige Méen (Mevennus), die zich terugtrok in de streek rond Pontrecoët en het klooster van Gael stichtte (550); de heiligen Lunarius en Suliacus, die verbleven in de bossen aan de oevers van de Rance, en de heiligen Samson en Malo.
De eerste historische vermelding van het bisdom Rennes dateert van 453. Een van de vier prelaten, Sarmatio, Chariato, Rumoridus en Viventius, die in 453 deelnamen aan het Concilie van Angers, zou de bisschop van Rennes zijn. Een andere bisschop van Rennes, Athenius, nam in 461 deel aan het Concilie van Tours.
Andere bisschoppen waren de bekende heilige Melanius (Melaine), die in 511 deelnam aan het Concilie van Orléans en bekend was voor zijn heiligheid. Hij gaf zijn naam aan een bekende abdij, die in de 12e eeuw meer dan 70 parochiekerken in bezat had.
Bekende (aarts)bisschoppen waren verder de heilige Desiderius (Didier), wiens benoeming werd betwist door Duchesne (c. 682); de heilige Moderamnus (Moran), die rond 730 stierf in het klooster van Berceto, nabij Lucca; Marbodus, de hymnograaf (1035-1123); de dominicaan Yves Mayeuc (1507-41); Arna d'Ossat (1596-1600), kardinaal in 1599, was belangrijk bij de bekering van Hendrik IV van Frankrijk; Godefroy Brossais Saint Marc (1848-78), kardinaal in 1875; Charles Place (1878-93), kardinaal in 1886; Guillaume Labouré (1893-1906), kardinaal in 1897.
Le Coz (1760-1815) was tijdens de Franse Revolutie constitutioneel aartsbisschop van Rennes. Onder het concordaat werd hij aartsbisschop van Besançon.

## (Aarts)bisschoppen
- Guillaume Poulart (of Gibon) (1357-1359)
- Jacques d'Espinay-Durestal (1450-1481)
- Arnaud d'Ossat (1596-1600)
- Henri de la Mothe-Houdancourt (1642-1662)
- Jean-Baptiste de Beaumanoir de Lavardin (1678-1711)
- Christophe-Louis Turpin de Crissé de Sanzay (1711-1724)
- Charles-Louis-Auguste Le Tonnelier de Breteuil (1723-1732)
- Louis-Guy de Guérapin de Vauréal (1732-1758)
- Jean-Antoine de Toucheboeuf de Beaumont des Junies (1758-1761)
- Henri-Louis-René Des Nos (1761-1769)
- François Bareau de Girac (1769-1801)
- Jean-Baptiste-Marie de Maillé de la Tour-Landry (1802-1804)
- Etienne-Célestin Enoch (1805-1819)
- Charles Mannay (1819-1824)
- Claude-Louis de Lesquen (1825-841)
- Geoffroy Brossais Saint-Marc (1841-1878)
- Charles-Philippe Place (1878-1893)
- Jean-Natalis-François Gonindard (1893-??)
- Guillaume-Marie-Joseph Labouré (1893-1906)
- Auguste-René-Marie Dubourg (1906-1921)
- Alexis-Armand Charost (1921-1930)
- René-Pierre Mignen (1931-1939)
- Clément-Emile Roques (1940-1964)
- Paul Joseph Marie Gouyon (1964-1985)
- Jacques André Marie Jullien (1985-1998)
- François de Sales Marie Adrien Saint-Macary (1998-2007)
- Pierre d'Ornellas (2007)